# Küsse und weiße Lilien für meine Liebste
Küsse und weiße Lilien für meine Liebste (jap. あの娘にキスと白百合を Ano Ko ni Kiss to Shirayuri wo) ist eine Manga-Serie von Mangaka Canno, die von 2013 bis 2019 in Japan erschien. Der romantische Manga wurde ins Deutsche und Englische übersetzt und erzählt von der Liebe zwischen zwei erfolgreichen Schülerinnen, lässt sich also ins Genre Yuri einordnen.

## Inhalt
Nachdem die fleißige Ayaka Shiramine an der Mittelschule immer die Beste war, erwartet sie das von sich auch auf der Seiran-Oberschule und gibt ihr Bestes. Wie schon früher übt und lernt sie viel. Doch trotz ihrer Bemühungen ist die faule Yurine Kurosawa in allen Fächern besser als Ayaka und verdrängt sie auf den zweiten Platz. Vor allem dass ihrer Rivalin alles in den Schoß zu fallen scheint, ärgert sie. Doch als Ayaka Yurine damit konfrontiert, stiehlt ihr diese auch noch einen Kuss. Zunächst überrascht, entflammt ihr Willen, Yurine zu übertrumpfen, umso mehr. Doch bald macht sie sich auch andere Gedanken über ihre Rivalin und will ihr ebenfalls einen Kuss stehlen. So entwickelt sich bald eine romantische Beziehung zwischen den beiden erfolgreichen Schülerinnen.

## Veröffentlichung
Der Manga erschien zunächst von November 2013 bis Februar 2019 im Magazin Gekkan Comic Alive. Dessen Verlag Media Factory brachte die Kapitel danach in zehn Sammelbänden heraus. Eine deutsche Übersetzung erschien von Februar 2021 bis August 2022 bei Tokyopop. Auf Englisch wird die Serie von Yen Press herausgegeben.
Edge Records brachte am 25. September 2015 eine Adaption als Hörspiel auf CD heraus.